# Arent van Duivenvoorde
Arent van Duivenvoorde (ook: Arent van Duvenvoorde, Utrecht, 1528 – 1599) was een edelman en watergeus.
In 1566 was hij lid van het Eedverbond der Edelen. Hij verstoorde kerkdiensten, onder meer in de abdij van Egmond en nam mogelijk actief deel aan de beeldenstorm. Daarom moest hij vluchten, toen Alva in 1567 aan de macht kwam. Aldus werd hij Watergeus en had een groot aandeel in de inname van Brielle in 1572. In juli van dat jaar vertegenwoordigde hij Lumey op de Eerste vrije Statenvergadering te Dordrecht.
Willem van Oranje vroeg hem om admiraal van de Zuiderzeevloot te worden, teneinde het Spaansgezinde Amsterdam op de knieën te krijgen. Dit geschiedde tijdens de Slag op de Zuiderzee, waarin echter niet Van Duvenvoorde, maar Cornelis Dirkszoon, het bevel voerde.
Enkele jaren later erfde hij het kasteel Duivenvoorde, zetel van de heerlijkheid Voorschoten, van een zeer gefortuneerd (en katholiek gebleven) familielid. Nu was hij rijk, maar de bewoners van Voorschoten bleven hem, min of meer spottend, de watergeus noemen.